# Creasta Cocoșului
Creasta Cocoșului este o arie protejată de interes național ce corespunde categoriei a IV-a IUCN (rezervație naturală de tip mixt) situată în județul Maramureș, pe teritoriul administrativ al comunei Desești.

## Localizare
Aria naturală se află în partea central-nordică a județului Maramureș și cea nord-vestică a Munților Gutâi (o grupă muntoasă a Carpaților Maramureșului și Bucovinei, ce aparțin de lanțul muntos al Carpaților Orientali) pe teritoriul sud-estic al satului Mara, la circa 30 km nord, față de orașele Baia Mare și Baia Sprie.

## Descriere
Rezervația naturală a fost declarată arie protejată prin Legea Nr. 5 din 6 martie 2000 publicată în Monitorul Oficial al României Nr. 152 din 12 aprilie 2000 (privind aprobarea planului de amenajare a teritoriului național - Secțiunea a III-a -  arii protejate) și se întinde pe o suprafață de 50 de hectare.
Această rezervație este situată la o altitudine medie de 1200 m, punctul cel mai înalt al Crestei are 1450 m, fiind considerat vârful propriu zis. Este caracterizată printr-o grupare de stânci ascuțite cu o formă crenelată întinzându-se pe o lungime de 200 de m pe direcția NV - SE. Denumirea este dată de localnici datorită aseamănării crestei privite dintr-un anumit unghi cu o creastă de cocoș.
La baza Crestei se află o zonă cu aspect de podiș, denumită Poiana Boului.

## Biodiversitate
Creasta Cocoșului este o zonă naturală cu o gamă diversificată de  floră și faună, exprimată atât la nivel de specii cât și la nivel de ecosisteme terestre. 

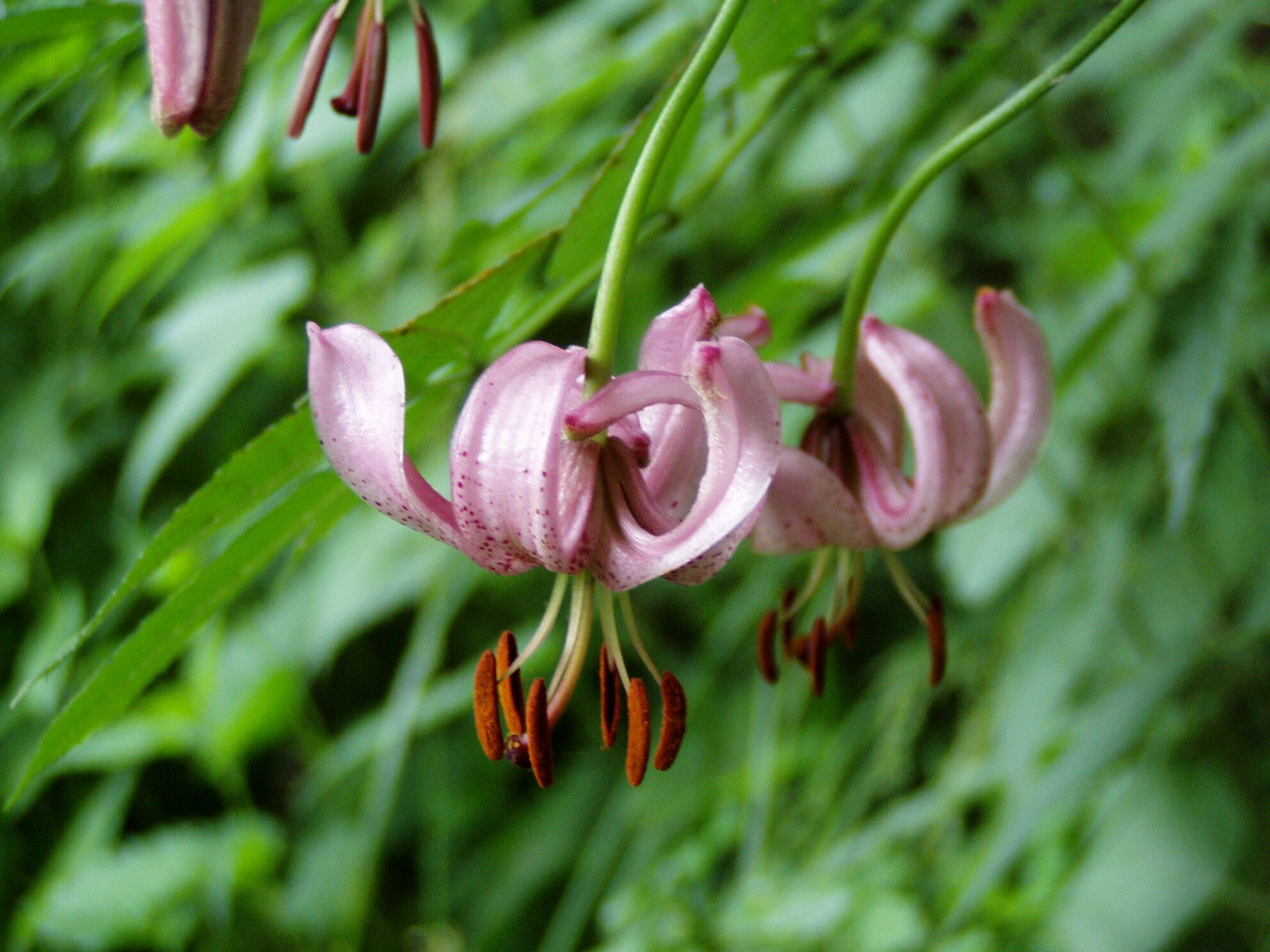
Crin de pădure (Lilium martagon)

Flora este constituită din arbori și arbusti cu specii de: brad (Abies alba), molid (Picea Abies), pin (Pinus), larice (Larix decidua), zâmbru (Pinus cembra), zadă (Larix), tisă (Taxus baccata), fag (Fagus sylvatica), gorun (Quercus petraea), stejar (Quercus robur), carpen (Carpinus betulus), paltin de munte (Acer pseudoplatanus), tei (Tilia cordata), frasin (Fraxinus excelsior), jneapăn (Pinus mugo), ienupăr (Juniperus communis), păducel (Crataegus monogyna), soc negru (Sambucus nigra), alun (Corylus avellana), zmeur (Rubus idaeus), măceș (Rosa canina) sau afin (Vaccinum myrtillus L.).
La nivelul ierburilor vegetează rarități floristice cu specii de  drețe (Lysimachia nemorum), garofiță (Dianthus carthusianorum), gălbinele (Lysimachia punctata), limba cucului (Botrichium lunaria), crin de pădure (Lilium martagon), siminic (Antennaria dioica), plămânărică (Pulmonaria officinalis), luceafăr (Scorzonera rosea), brândușă de toamnă (Colchicum autumnale), ciuboțica cucului (Primula vernis), coada șoricelului (Achillea millefolium), țintaură (Centaurium umbellatum) sau păștiță (Anemone nemerosa).
Fauna rezervației este una diversificată și bine reprezentată de mai multe specii (unele aflate pe lista roșie a IUCN) de mamifere, păsări, reptile sau amfibieni (cerb, căprioară, lup cenușiu, mistreț, vulpe, râs, acvilă de munte, acvilă țipătoare mică, cristel de câmp, mierlă, sfrâncioc roșiatic, codobatură, bufniță, șopârla de munte, salamandră)

## Atracții turistice

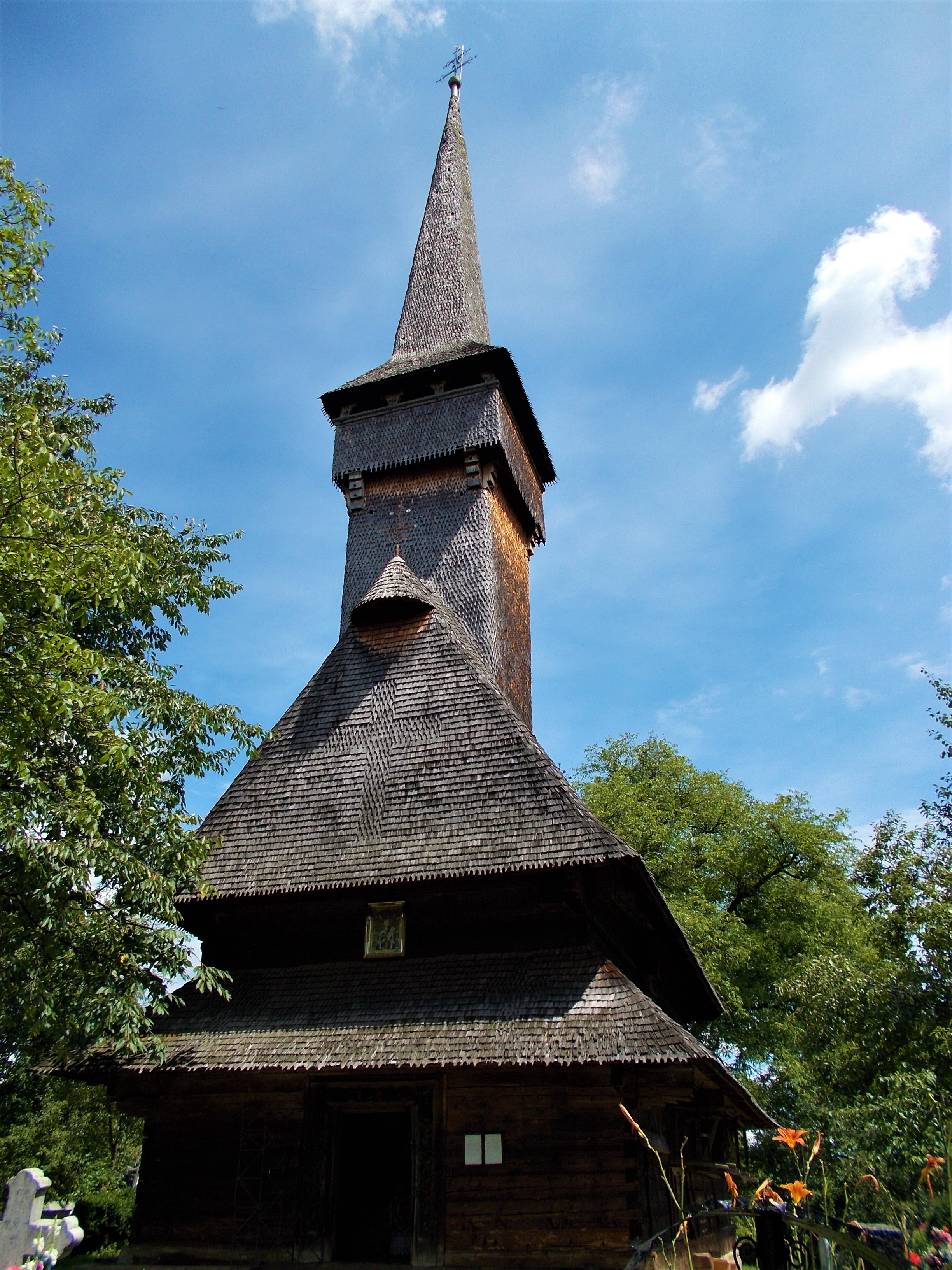
Biserica de lemn din Desești

În vecinătatea rezervației naturale se află mai multe obiective de interes turistic (lăcașuri de cult, monumente istorice, arii protejate, zone naturale), astfel:
- Biserica de lemn „Sf. Paraschiva” din Desești construită în secolul al XVIII-lea și inclusă în decembrie 1999 pe lista Patrimoniului Mondial UNESCO împreună cu alte șapte biserici din județul Maramureș.
- Rezervația naturală "Mlaștina Iezerul Mare" (0,5 ha)
- Aria protejată “Cheile Tătarului” (15 ha)
- Munții Igniș
- Pasul Neteda

## Galerie de imagini

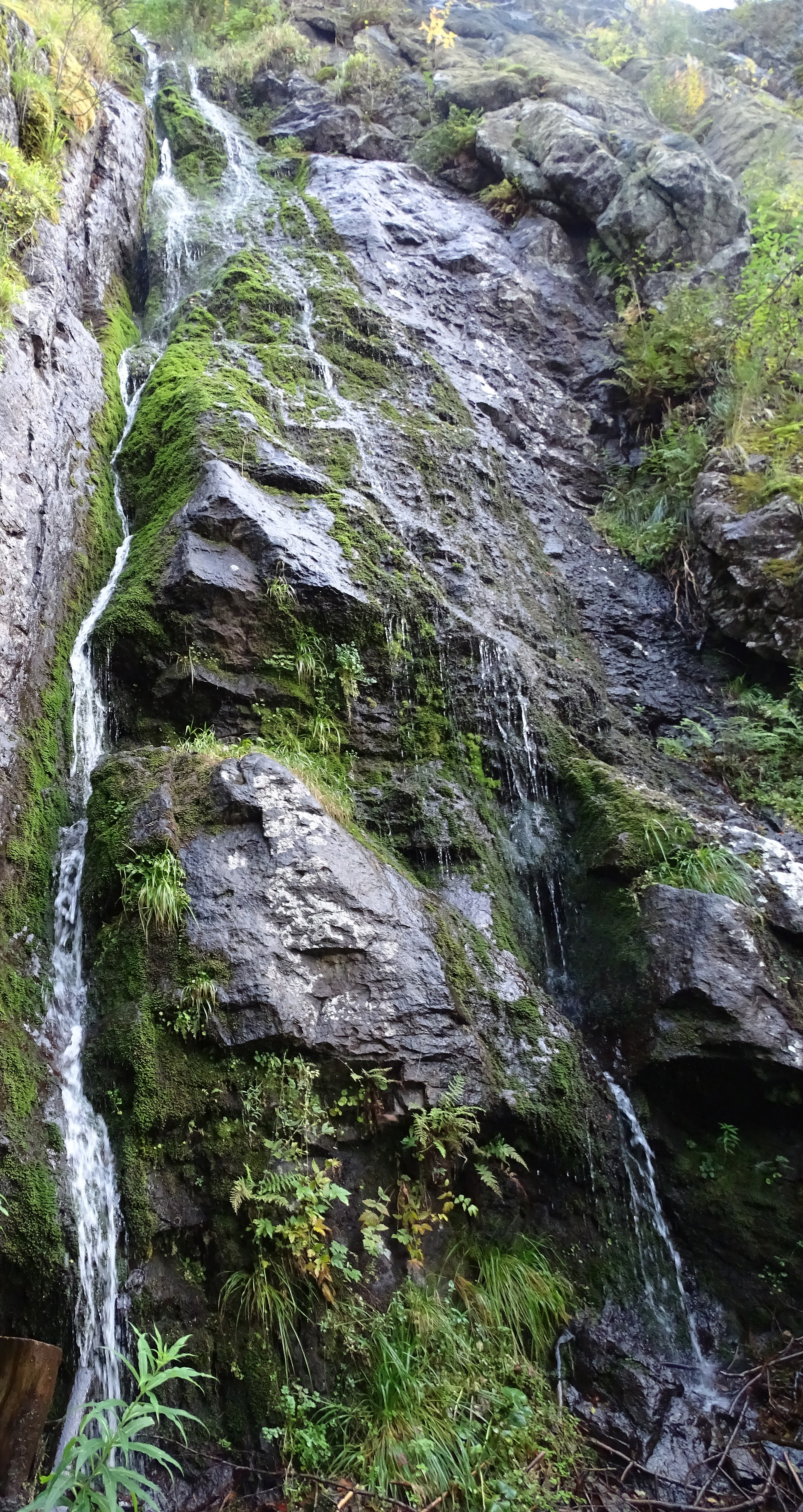
Cascadă aflată în arealul rezervației
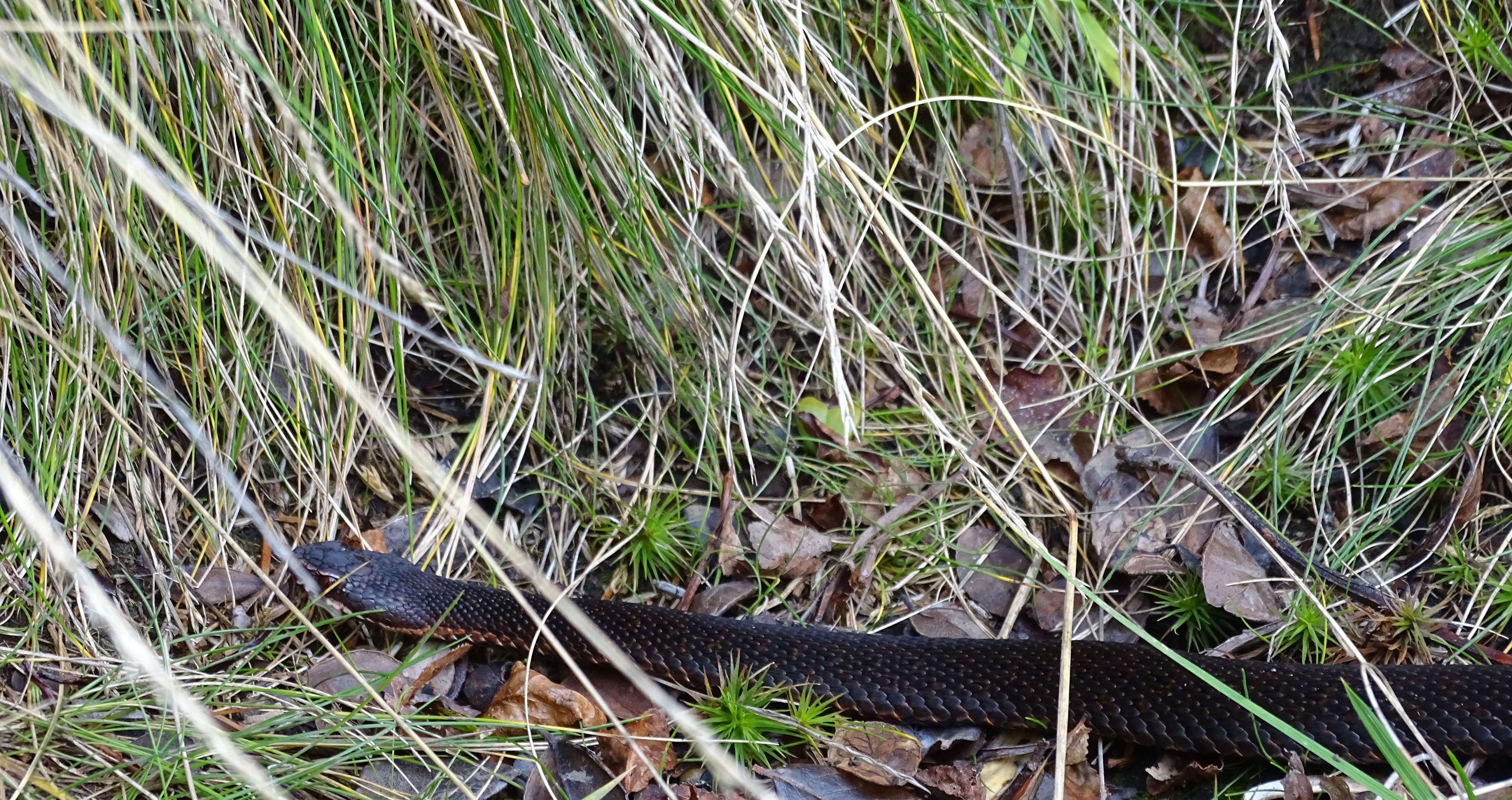
Vipera berus varietas preștera la Creasta Cocoșului